# یونکیو
یونکیو (انگلیسی: IonQ) شرکت فناوری اطلاعات آمریکایی است، که در سال ۲۰۱۵ تأسیس شد.